# NGC 1964
NGC 1964 је спирална галаксија у сазвежђу Зец која се налази на NGC листи објеката дубоког неба.
Деклинација објекта је - 21° 56' 43" а ректасцензија 5h 33m 21,8s. Привидна величина (магнитуда) објекта NGC 1964 износи 10,8 а фотографска магнитуда 11,6. Налази се на удаљености од 22,209 милиона парсека од Сунца. NGC 1964 је још познат и под ознакама ESO 554-10, MCG -4-14-3, IRAS 05312-2158, PGC 17436.